# 님 떠난 후
《님 떠난 후》는 1986년 6월 발매된 장덕의 세번째 정규 음반이다. 당시 군사정권 아래 의무적으로 수록해야 했던 B면 5번 트랙의 건전가요 <아! 대한민국>을 제외하고 동명 타이틀곡 <님 떠난 후>를 비롯, <어른이 된 후에 사랑은 너무 어려워>, <이팔청춘의 고백> 등 총 9곡의 장덕 자작곡이 수록되었다. 
1985년 오빠 장현과 함께 현이와 덕이를 재결성, 《순진한 아이》 이후 7년만에 두번째 정규음반  《너나 좋아해, 나너 좋아해》를 발표하며 동명 타이틀곡 <너나 좋아해 나너 좋아해>로 다시 대중의 관심을 끌기 시작한 장덕은 드디어 슬럼프에서 벗어나 숨통을 트기 시작하였고, 그 자신감으로 다시 솔로로 독립, 1986년 6월 솔로 세번째 정규앨범 《님 떠난 후》를 발표하였다. 그리고 1987년 2월 18일 동명 타이틀곡 <님 떠난 후>가 가요톱10 순위에서 1위에 오르고 1987년 3월 18일까지 5주간 1위를 차지, 골든컵을 거머쥐는 대박을 터뜨렸으며 MBC 라디오 인기가요, KBS 2FM 인기가요 광장, PCI(인기가요순위 조사연구소), 뮤직박스(도서출판), 전국 DJ 연합회 등 각종 인기 순위 차트에서 정상을 차지하였다. <님 떠난 후> 뿐만 아니라 <어른이 된 후에 사랑은 너무 어려워>, <이팔청춘의 고백> 등의 곡들도 라디오 방송을 타며 큰 인기를 끌었다. 
많은 평론가들로부터 《님 떠난 후》 음반은 장덕의 작곡가로서의 재능과 언어적 감수성이 가장 빛을 발휘한 음반으로 평가받고 있지만 더불어 그 누구도 치유해줄 수 없는 짙은 외로움이 곳곳에 퍼져있는 음반이기도 하다. 오빠와 합치며 《너나 좋아해, 나너 좋아해》를 발표, 잠시 외로움을 이겨낼 수 있었지만, 다시 솔로로 독립하여 발표한 《님 떠난 후》에서는 다시 극도의 짙은 외로움이 베어 있었다. 그녀가 만 7세 때 겪은 부모의 이혼은 그녀의 인생에 많은 영향을 끼쳤다. 부모님의 이혼 이후 장덕은 아버지, 오빠와 함께 살았다. 다섯살 위인 오빠는 가족의 생계를 위해 집을 비우는 날이 많았고 뿐 철학에 빠진 아버지는 매일 아침 첼로를 들고 어디론가 나갔다 밤 늦게 돼서야 돌아왔다. 그래서 장덕은 빈 집에서 홀로 남아 외로움을 이겨내야 하는 날들이 많았다. 만 9세 때 아버지가 새엄마를 얻자 그녀는 음독자살을 기도하기도 했다. 그녀의 많은 음악들 속에 사랑의 굶주림과 어둠의 정서, 그리고 새로운 사랑에 대한 두려움이 나타나 있는 것은 바로 이런 과거의 상처 때문이었다. 
《님 떠난 후》음반 숨은 이야기!! 《님 떠난 후》초판음원&반말버전이 있다는 거 아시나요?!                                                                                                                                                                                                                       
"님 떠난 후" (장덕 작사 / 장덕 작곡) 가사 중 "나 혼자면 어때요~" 난 아직 어린걸 / "슬퍼지면 어때요~" 울어버리면 되지 부분이 초반 음반에서는  "나 혼자면 어때~" 난 아직 어린걸 / "슬퍼지면 어때~" 울어버리면 되지 반말로 녹음해 발매 되었으나 군사정권 아래 방송 심의에서 반말 사용을 허락하지 않아 다시 녹음하여 발매했다. 최근 (주)아세아레코드(現 아시아음반(주))에서 유튜브에 소장하고 있던 "님 떠난 후(초판음원&반말버전)" 음원을 업로드 해 줘서 들을 수 있다. 
《님 떠난 후》가 발표된 1986년 장덕은 싱어송라이터로서 작곡가로서도 활동하며 왕성한 창작력으로 많은 동료가수들에게 곡을 써주었고 히트를 안겨주었다. 특히 이은하가 발표하여 공전의 히트를 친 <미소를 띄우며 나를 보낸 그 모습처럼>은 세련된 선율과 고급스런 진행으로 천재적 역량의 분출이라는 미디어의 칭송을 받았고 훗날 조성모, JK 김동욱, 투투, 루나 등 수많은 가수들에 의해 리메이크 되어 이제는 가요사의 명곡 반열에 올라 있다. 

## 곡 목록
다음 곡 목록은 LP, TAPE 기준이며 모든 곡들이 장덕에 의해 작사 · 작곡 되었다.
Side one
1. "님 떠난 후" (장덕 작사 / 장덕 작곡) - 03:00
2. "어른이 된 후에 사랑은 너무 어려워" (장덕 작사 / 장덕 작곡) - 04:00
3. "사랑해줘요" (장덕 작사 / 장덕 작곡) - 03:34
4. "소외" (장덕 작사 / 장덕 작곡) - 03:22
5. "아무도" (장덕 작사 / 장덕 작곡) - 03:27

Side two
1. "이팔청춘의 고백" (장덕 작사 / 장덕 작곡) - 03:44
2. "비가 내려요" (장덕 작사 / 장덕 작곡) - 04:02
3. "잠못드는 밤" (장덕 작사 / 장덕 작곡) - 03:16
4. "어느날 갑자기" (장덕 작사 / 장덕 작곡) - 03:24

## 관련 기사
- 대중음악평론가 임진모 <우리의 명반을 찾아서 《님 떠난 후》> 보관됨 2015-03-19 - 웨이백 머신 (2007년 3월) at IZM